# Aschaffenburg Hauptbahnhof
Aschaffenburg Hauptbahnhof is een spoorwegstation in de Duitse plaats Aschaffenburg. Het station behoort tot de Duitse stationscategorie 2. Het station werd in 1854 geopend. 

## Treindienst
| Serie  | Treinsoort                          | Route | Bijzonderheden |
| ------ | ----------------------------------- | --- | --- |
| ICE 41 | InterCityExpress (DB Fernverkehr)   | [ Dortmund Hbf – Bochum Hbf – Essen Hbf – Duisburg Hbf – Düsseldorf Hbf – Köln Messe/Deutz – Siegburg/Bonn – Montabaur – Limburg Süd – Frankfurt (Main) Flughafen Fernbahnhof – Frankfurt (Main) Hbf – Aschaffenburg Hbf ] / [ Darmstadt Hbf – Frankfurt (Main) Hbf – Frankfurt (Main) Flughafen Fernbahnhof – Limburg Süd – Montabaur – Siegburg/Bonn – Köln Messe/Deutz – Düsseldorf Hbf – Duisburg Hbf – Essen Hbf – Bochum Hbf – Dortmund Hbf – Hamm (Westf) – Soest – Lippstadt – Paderborn Hbf – Altenbeken – Warburg (Westf) – Kassel-Wilhelmshöhe – Fulda ] – Würzburg Hbf – Nürnberg Hbf – München Hbf – Tutzing – Murnau – Oberau – Garmisch-Partenkirchen | Elk uur tussen Dortmund en München. Éénmaal per dag vanaf Darmstadt via Dortmund en Kassel naar München. Één trein op zaterdag door tot Garmisch-Partenkirchen. |
| IC 31  | Intercity (DB Fernverkehr)          | [ [ Kiel Hbf – Neumünster ] / [ Hamburg-Altona ] – Hamburg Dammtor ] / [ Fehmarn-Burg – Oldenburg (Holst) – Lübeck Hbf ] – Hamburg Hbf – Hamburg-Harburg – Bremen Hbf – Osnabrück Hbf – Münster Hbf – Dortmund Hbf – Hagen Hbf – Wuppertal Hbf – Solingen Hbf – Köln Hbf – Bonn Hbf – Remagen – Andernach – Koblenz Hbf – Boppard Hbf – Bingen (Rhein) Hbf – Mainz Hbf – Frankfurt (Main) Flughafen Fernbahnhof – Frankfurt (Main) Hbf – Hanau Hbf – Aschaffenburg Hbf – Würzburg Hbf – Nürnberg Hbf – Regensburg Hbf – Plattling – Passau Hbf | Twee treinen per dag per richting. 's Zomers één trein vanaf Fehmarn.                                                                                           |
| RE 54  | Regional-Express (DB Regio Franken) | Frankfurt (Main) Hbf – Frankfurt (Main) Süd – Frankfurt (Main) Ost – Hanau Hbf – Kahl (Main) – Aschaffenburg Hbf – Gemünden (Main) – Würzburg Hbf | |
| RE 55  | Regional-Express (DB Regio Franken) | Frankfurt (Main) Hbf – Frankfurt (Main) Süd – Offenbach (Main) Hbf – Hanau Hbf – Kahl (Main) – Aschaffenburg Hbf – Gemünden (Main) – Würzburg Hbf | |
| RE 59  | Regional-Express (DB Regio Mitte)   | Frankfurt (Main) Flughafen Regionalbahnhof – Frankfurt (Main) Süd – Offenbach (Main) Hbf – Hanau Hbf – Kahl (Main) – Aschaffenburg Hbf – Gemünden (Main) – Würzburg Hbf | |
| RB 58  | Regionalbahn (DB)                   | Frankfurt (Main) Hbf – Frankfurt (Main) Süd – Frankfurt (Main) Ost – Hanau Hbf – Großkrotzenburg – Kahl (Main) – Aschaffenburg Hbf | |
| RB 75  | Regionalbahn (DB Regio)             | Wiesbaden Hbf – Mainz Hbf – Groß-Gerau – Darmstadt Hbf – Dieburg – Babenhausen – Aschaffenburg Hbf | |